# Victoria (Hong Kong)
Pour les articles homonymes, voir Victoria.
Victoria, (en chinois traditionnel : 維多利亞城 ; en chinois simplifié : 维多利亚城 et en chinois romanisé avec la méthode Pinyin : Wéiduōlìyàchéng), est la capitale historique de Hong Kong pendant la colonisation anglaise.